# Ammophila imitator
Ammophila imitator es una especie de avispa del género Ammophila, familia Sphecidae.

## Taxonomía
Fue descrito por primera vez en 1966 por Menke.